# Разметный
Разметный — хутор в Боковском районе Ростовской области.
Входит в состав Грачевского сельского поселения.

## География
На хуторе имеется одна улица: Садовая.

## Население
| 1989 | 2002 | 2010 |
| ---- | ---- | ---- |
| 148  | ↘22  | ↘2   |